# Silvercrest
Silvercrest est une gamme de turboréacteurs destinés aux avions d'affaires ou petits avions régionaux, de la société Safran Aircraft Engines. Elle a été lancée en octobre 2006 et a eu énormément de difficultés conduisant à la mise en pause du programme.

## Caractéristiques

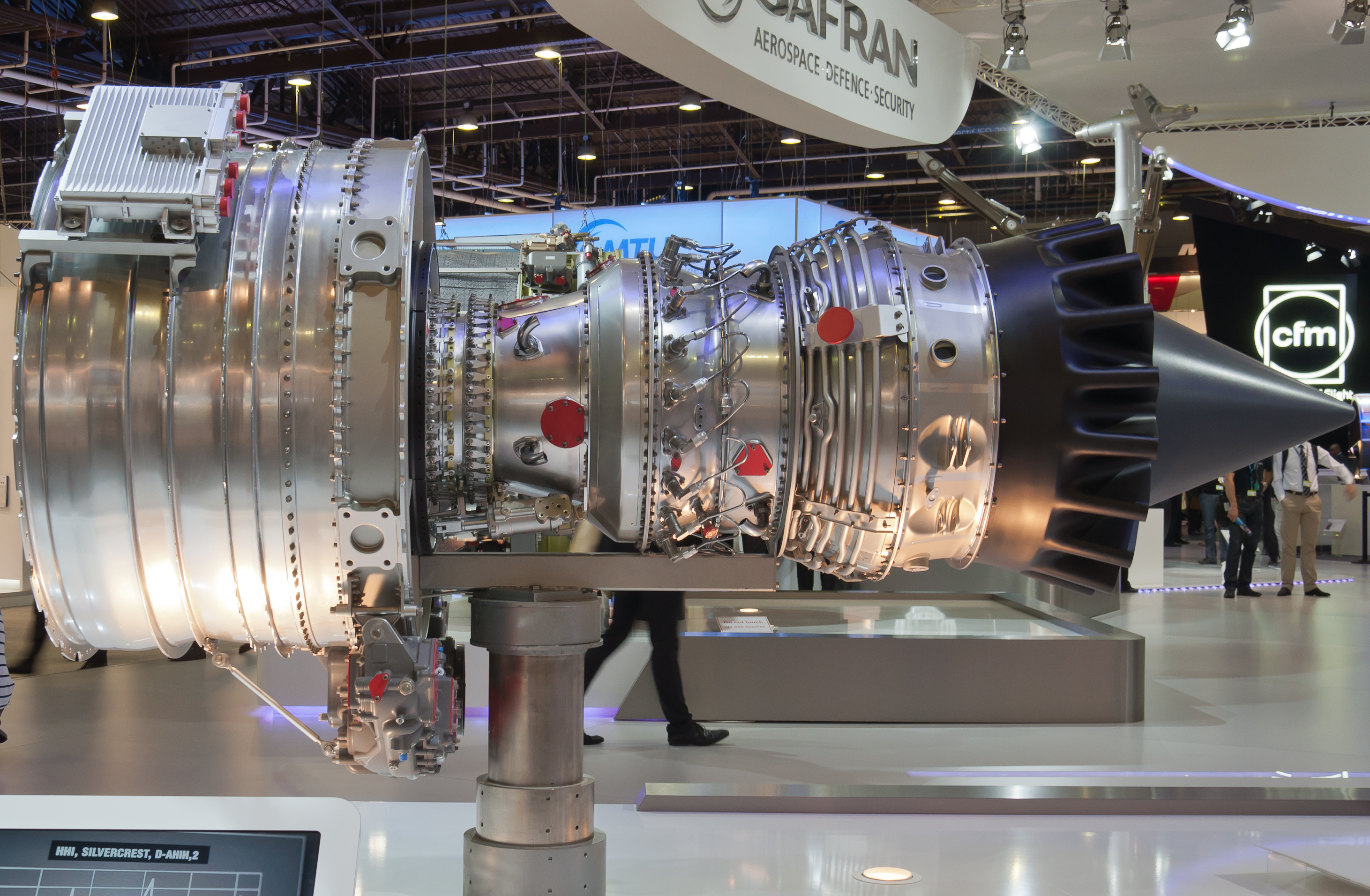
Un Silvercrest exposé au salon du Bourget 2013.

Les moteurs Silvercrest offrent une poussée comprise entre 3,6 et 5 tonnes. Ils sont conçus pour propulser des avions d’affaires moyen ou haut de gamme, avec une masse maximale au décollage se situant entre et 20 et 26 tonnes. Ces moteurs intègrent des caractéristiques spécifiques[Lesquelles ?] qui leur permettront de mieux répondre aux besoins du marché des avions régionaux de quarante à soixante places, quand les opérateurs seront amenés à remplacer leurs flottes actuelles.

## Historique
En mai 2012, Cessna est le premier constructeur à avoir choisi ce moteur pour le Citation Longitude mais reviendra sur son choix au profit du moteur Honeywell HTF7700L.
Dassault annonce en octobre 2013 son choix de motoriser ses Falcon 5x avec le Silvercrest. Après plusieurs problèmes dans le développement du moteur, la mise en service de l'avion est reportée à plusieurs reprises,.
En octobre 2016, Textron Aviation annonce que le Cessna Citation Hemisphere sera équipé du Silvercrest.
Le 13 décembre 2017, Dassault Aviation engage le processus de résiliation du contrat Silvercrest conduisant à l’arrêt du programme Falcon 5X et annonce le lancement d’un nouvel avion le Falcon 6X avec une entrée en service en 2022.  
Cessna reste officiellement le seul client potentiel pour le Silvercrest mais a annoncé en avril 2018 la suspension du programme de développement de son nouvel avion, dans l'attente de la résolution des problèmes par le motoriste.
Le 6 septembre 2018, Dassault Aviation signe un accord avec Safran et percevra une indemnité de la part de Safran d’un montant de 280 millions de dollars payable sur trois ans.
Le 17 juillet 2019, Safran annonce que l'accord avec Textron Aviation, la maison-mère de Cessna, pour la fourniture du moteur Silvercrest pour le programme Hemisphere, est résilié.